# Conseil des ministres de la république socialiste soviétique d'Ukraine
Le Conseil des ministres de la république socialiste soviétique d'Ukraine (ukrainien : Рада Міністрів УРСР) est l'organe suprême du pouvoir exécutif de la République socialiste soviétique d'Ukraine, formé le 15 mars 1946 pour être remplacé le 24 août 1991 par le gouvernement de l'Ukraine.
Il se réunit dans l'immeuble du gouvernement à Kiev.